# Зенон Янковски
Зѐнон Янко̀вски (на полски: Zenon Jankowski) е пенсиониран военен пилот, полковник от Въоръжените сили на Полша.
Янковски е избран като дублиращ космонавт на Мирослав Хермашевски за полета Союз 30. Включен е в проекта „Интеркосмос“ през 1978 г.